# Związek Żydów Uczestników Walk o Niepodległość Polski
Związek Żydów Uczestników Walk o Niepodległość Polski – polska organizacja kombatancka i państwowo-niepodległościowa.
ZŻUWoNP został powołany do życia pod koniec 1929 r. Inicjatorem był Walery Sławek. Związek skupiał żydowskich uczestników walk o niepodległość Polski. Nawiązywał do tradycji Legionów i POW. Programem była praca na rzecz rozwoju Rzeczypospolitej, zbliżenia polsko-żydowskiego i walki z antysemityzmem. Był silnie związany z obozem sanacyjnym i miał charakter asymilatorski. Prezesem Związku został Leon Bregman.

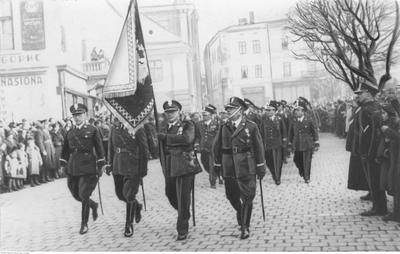
Uroczyste poświęcenie sztandaru Związku Żydów Uczestników Walk o Niepodległość Polski w Przemyślu

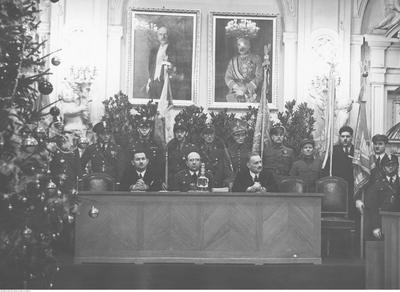
Zjazd Związku Żydów Uczestników Walk o Niepodległość Polski w sali Rady Miejskiej w Warszawie

Była to jedyna organizacja kombatancka w II Rzeczypospolitej skupiająca mniejszość narodową. Związek pozwalał żydowskim kombatantom na aktywne włączenie się w budowanie państwa polskiego, a jednocześnie wspierał i chronił prawa całej społeczności żydowskiej. W swych założeniach miał walczyć o szacunek i tolerancję
oraz o równe traktowanie wszystkich obywateli polskich, w tym Żydów.
Początkowo Związek miał trzy oddziały – we Lwowie, Warszawie i Stanisławowie. W 1933 r. w zależności od źródeł liczył od 170 do 500 członków. W 1933 r. został przyjęty do Federacji Polskich Związków Obrońców Ojczyzny. W 1938 r. Związek liczył 6750 członków zgrupowanych w 7 oddziałach. 14 września 1936 otwarto oddział w Brukseli.
Aby zostać członkiem Związku, należało być żydowskim kombatantem niezależnie od stopnia wojskowego. Związek starał się skupić w swych szeregach wszystkich Żydów walczących o niepodległość Polski.
Zarząd Związku stworzył w Warszawie archiwum. Gromadzono tam wspomnienia i pamiętniki, a także dokumenty z wyszczególnieniem medali otrzymanych przez kombatantów Związku. Tuż przed wybuchem II wojny światowej Związek sfinansował i opublikował we Lwowie ilustrowaną monografię pt. „Żydzi bojownicy o niepodległość Polski”. Monografia zawierała wspomnienia członków Związku oraz krótkie artykuły biograficzne osób, które walczyły w I wojnie światowej i za stworzenie granic II RP.
Delegacja Związku wzięła udział w Pierwszym Światowym Kongresie Kombatantów Żydowskich, który odbył się w Paryżu w 1935 r..
Związek wydał kilka numerów pisma „Na Przełomie”.